# Harmothoe melanicornis
Harmothoe melanicornis är en ringmaskart som beskrevs av Britaev 1981. Harmothoe melanicornis ingår i släktet Harmothoe och familjen Polynoidae. Inga underarter finns listade i Catalogue of Life.